# Andropogon bicornis
Andropogon bicornis är en gräsart som beskrevs av Carl von Linné. Andropogon bicornis ingår i släktet Andropogon och familjen gräs. Inga underarter finns listade i Catalogue of Life.